# Huixtotlazintla
Huixtotlazintla är en ort i Mexiko.   Den ligger i kommunen Milpa Alta och delstaten Distrito Federal, i den sydöstra delen av landet, 26 km söder om huvudstaden Mexico City. Huixtotlazintla ligger 2 449 meter över havet och antalet invånare är 116.
Terrängen runt Huixtotlazintla är lite bergig, och sluttar norrut. Runt Huixtotlazintla är det mycket tätbefolkat, med 2 431 invånare per kvadratkilometer. Närmaste större samhälle är Iztapalapa, 17,0 km norr om Huixtotlazintla. I omgivningarna runt Huixtotlazintla växer huvudsakligen savannskog.